# Richmond Landon
Richmond Wilcox "Dick" Landon (Salisbury, Connecticut, 20 de novembre de 1898 - Lynbrook, Nova York, 13 de juny de 1971) va ser un saltador d'alçada estatunidenc que va competir a començaments del segle xx.
El 1920 va prendre part en els Jocs Olímpics d'Anvers, on va guanyar la medalla d'or en la prova del salt d'alçada amb un salt a 1,936 m, que suposava un nou rècord olímpic. En el viatge fins a Anvers va conèixer la que seria la seva futura esposa el 1922, la saltadora Alice Lord.

## Millors marques
- salt d'alçada. 1,962m (1923)[1][2]